# Eumicremma
Eumicremma là một chi bướm đêm thuộc họ Erebidae, hiện tại nó được coi là đồng nghĩa của Eublemma.

## Former species
- Eumicremma minima Guenée, 1852